# マリユス・コンスタン
マリユス・コンスタン（またはマリウス、マリュス・コンスタン、Marius Constant, 1925年2月7日 ブカレスト - 2004年5月15日 パリ）は、ルーマニア出身のフランスの作曲家・指揮者。

## 経歴
パリ音楽院にてオリヴィエ・メシアン、ナディア・ブーランジェ、アルテュール・オネゲルに学ぶ。1963年に現代音楽アンサンブル・アルスノヴァを設立。1978年より1988年までパリ音楽院で教鞭をとる。1993年よりメシアンの後任としてフランス美術院アカデミー会員に就任した。
本来は現代音楽の作曲家だが、テレビ番組の伴奏音楽や映画音楽で知られており、とりわけ『トワイライトゾーン』のテーマ音楽が名高い。代表作に「印Signe」など。作品はサラベール社より出版されている。
1990年にラヴェルのピアノ曲『夜のガスパール』を管弦楽版に編曲した。デュラン社より出版されている。